# Simulman
Simulman, creato da Francesco Carlà, è una serie di videogiochi di genere avventura dinamica pubblicati nel 1993-1994 dalla software house italiana Simulmondo come collana mensile in edicola, per Amiga e DOS. Uscì a partire dal 20 marzo 1993 e si affiancava ad altre collane simili della Simulmondo che erano basate su celebri fumetti (Diabolik, Dylan Dog, Tex), mentre Simulman era la prima ambientazione originale. Tutti gli episodi riuniti, insieme a quelli di Diabolik, uscirono anche in raccolta su CD-ROM per PC.

## Trama
Nel 2021 molte persone trascorrono buona parte del tempo all'interno dei vari mondi della realtà virtuale. Sono in aumento anche i crimini virtuali per cui è stato creato un apposito corpo speciale di polizia, del quale Simulman è il migliore agente. Il più pericoloso nemico di Simulman è SS-DOS, un sistema operativo antropomorfo (parodia di MS-DOS), che ha un grosso potere sulle reti simulate; Simulman lo incontra in diversi episodi della serie, senza però affrontarlo direttamente. SS-DOS controlla in particolare un luogo spaventoso chiamato Doors ("porte"), un insieme di porte sui mondi virtuali negativi che si aprono improvvisamente e ingoiano persone e esseri virtuali. Il miglior alleato di Simulman è Cactus, un grosso nero che nel mondo reale è costretto su una sedia a rotelle tecnologica.
In questo universo gli strumenti di comunicazione diffusi sono il TWatch, scanner portatile che digitalizza un essere umano; TV Tel, un misto di telefono e computer; TV Fax, un ufficio portatile; Vrrrr, un videotelefono (tutti oggetti futuristici per l'epoca di pubblicazione). Simulman guida una Ferrari restaurata, anch'essa con tendenze smaterializzanti. Nei mondi virtuali si incontrano anche i Simuloids e i Virtuss, corpi di polizia immateriali non sempre con compiti di ordine pubblico.

## Modalità di gioco
Gli eventi sono narrati da sequenze di immagini perlopiù statiche, con testi sovraimpressi in italiano, su scenari spesso di tipo cyberpunk. Le scelte del giocatore vengono fatte con menù a scelta multipla o negli episodi più avanzati anche con icone. Nelle fasi di azione diretta, il giocatore controlla Simulman mostrato con visuale di lato, in ambienti formati da un insieme di schermate collegate a labirinto. In queste fasi il personaggio può camminare e correre in orizzontale, saltare, usare porte, usare l'eventuale arma, richiamare lo status e l'inventario.

## Titoli della serie
1. Simulman!
2. Nella morsa di SS-DOS
3. Nel regno di Doors
4. Il mondo simulato
5. I rapitori di sogni
6. Luna park
7. Il grande freddo
8. Il giardino virtuale
9. Il giocattolaio
10. Pentagram
11. Jailhouse Rock

## Trame degli episodi
- Nell'episodio 1 Simulman indaga su un candidato presidente, che in realtà è una simulazione controllata da SS-DOS.
- Negli episodi 4 e 5 Simulman viene contattato da una donna per indagare sulla scomparsa di suo marito, un certo Jonathan Starck, che lavora nella door di un personaggio poco affidabile, Mago.
- Nell'episodio 6 Simulman viene contattato per indagare sui sabotaggi di un Luna Park
- Nell'episodio 7 il protagonista deve fermare un'organizzazione criminale che spaccia una nuova droga.
- Nell'episodio 8 Simulman indaga sulla scomparsa di alcuni membri della door 23S, creata dal folle Zeuss.
- Nell'episodio 9 la proprietaria della door ARCADE, Galadriel, chiede a Simulman di indagare sui sabotaggi della door.
- Nell'episodio 10 Simulman deve indagare sulla scomparsa di alcuni membri di una nuova door chiamata Pentagram e creata da un misterioso personaggio, San Christopher.
- Nell'episodio 11 Simulman prende le sembianze di un criminale, Redbrick, per lavorare sotto copertura e indagare sulla scomparsa di un infiltrato nella prigione di massima sicurezza dove si trova anche SS-DOS.